# Laboratorio di restauro del libro dell'Abbazia di Praglia

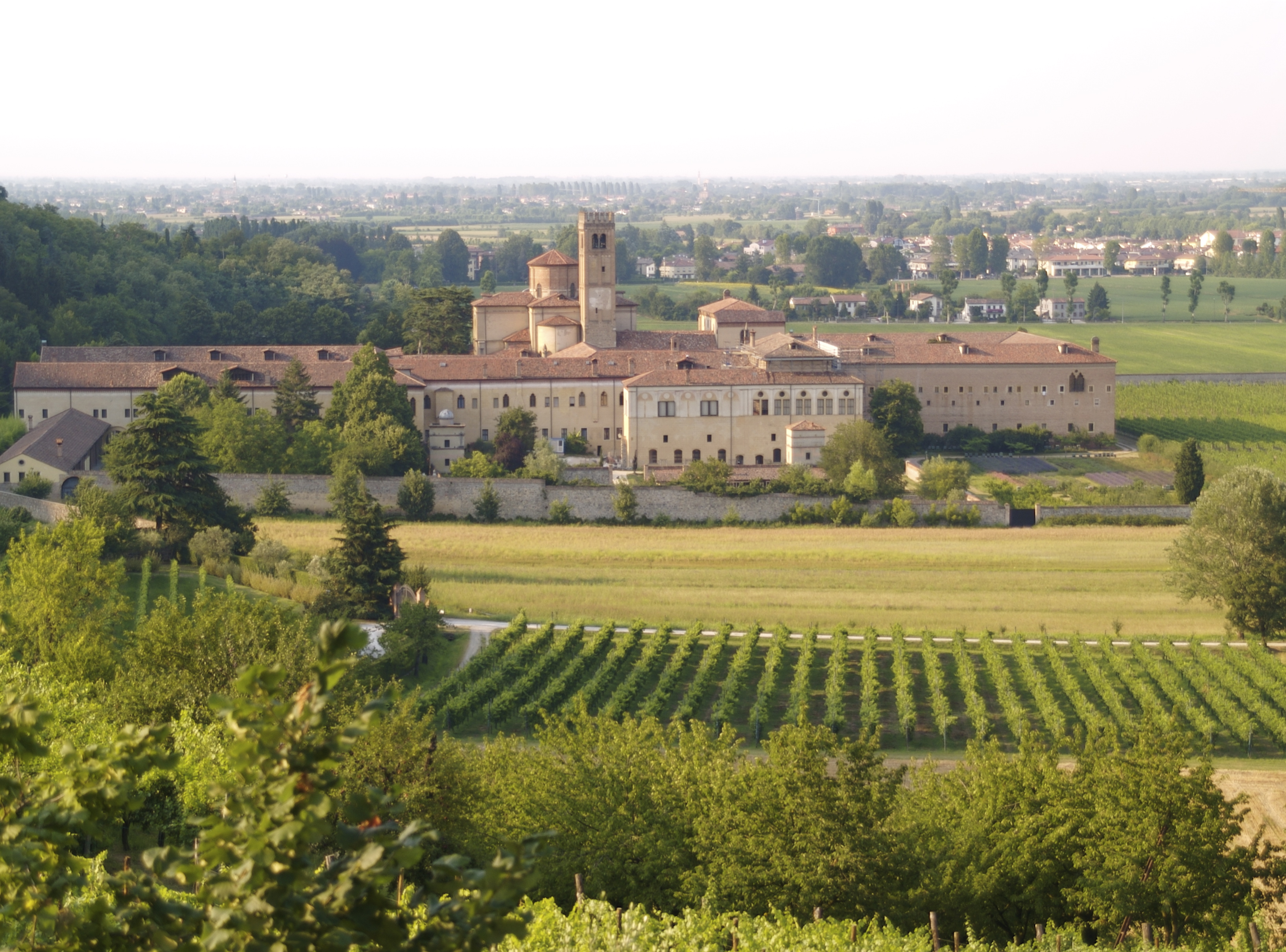
L'Abbazia di Praglia vista nel suo complesso. In un lato del chiostro botanico si trova il laboratorio di restauro del libro.

Il Laboratorio di restauro del libro dell'Abbazia di Praglia a Teolo, in provincia di Padova, è una delle attività più importanti svolte all'interno del monastero.

## Storia
Il laboratorio, fondato il 24 settembre 1951, è uno dei centri più importanti per il restauro di beni culturali cartacei e membranacei. Sin dalla fondazione il laboratorio interviene su manoscritti, libri a stampa, pergamene, disegni, opere d'arte su carta, e recentemente anche su fotografie e sigilli. Dalla fondazione, gli interventi riportati sui registri del laboratorio, raggiungono e superano le 27 000 voci. Nel corso della storia del laboratorio sono stati restaurati beni culturali di grande importanza: dal codice membranaceo in onciale di Lattanzio del VI-VII secolo della Biblioteca universitaria di Bologna, a bolle pontificie e imperiali e lettere autografe di vari personaggi illustri.
Resta nella memoria collettiva anche l'intervento di recupero di circa 2 000 volumi della Biblioteca Nazionale Centrale di Firenze, a seguito dell'alluvione del 4 novembre 1966. Sempre in quei giorni il laboratorio intervenne su altre centinaia di volumi della Biblioteca Marciana di Venezia e della Fondazione Querini Stampalia di Venezia. Questa situazione di emergenza è stata gestita dal laboratorio con l'aiuto di tutta la comunità benedettina, che si è adoperata lavorando incessantemente per mettere in sicurezza i manoscritti ed i volumi.
È interessante nella storia del Laboratorio, anche il recupero di una pergamena che fungeva da coperta di un piccolo volume. A seguito di alcuni studi è emerso che quel frammento di testo apparteneva alla "Vita Nova" di Dante Alighieri, e ciò che lo rendeva particolare era la sua datazione: il più antico frammento esistente di quest'opera.
Più recentemente, nel 2008, è stato restaurato il disegno preparatorio della "Pianta di Padova" che il cartografo Giovanni Valle realizzò nel 1781 ed è oggi di proprietà dell'Accademia galileiana di scienze, lettere ed arti in Padova. Da questo disegno Giovanni Volpato, nel 1784, ha prodotto una lastra di incisione; da questa lastra sono stati riprodotti vari esemplari che a loro volta sono passati, in molti casi, nel laboratorio per i necessari interventi conservativi.
Nel 2011 è stato restaurato un prezioso graduale membranaceo del XIV secolo (il Liber VII) di proprietà della Pontificia Biblioteca Antoniana di Padova miniato dal celebre artista bolognese Nicolò di Giacomo.
Nel 2013-2014 è stata la volta di tre corali membranacei del XV-XVII secolo dell'Abbazia benedettina di san Giorgio Maggiore di Venezia; tra questi il Salterio Innario segnato N (prima metà del XIV secolo) miniato dal massimo rappresentante della miniatura tardo-gotica veneziana Cristoforo Cortese.
Nel 2014 infine sono stati restaurati i tredici manoscritti (XIII-XV secolo) del Fondo antico comunale di Assisi conservati nella biblioteca del Sacro Convento della stessa città. I manoscritti, di grande importanza storico-artistica e culturale, dopo il restauro sono stati esposti a New York (da dicembre 2014 a gennaio 2015) presso il Palazzo di Vetro dell'ONU e al Brooklyn Borough Hall. Tra questi codici restaurati, sono da citare il ms.338 (Raccolta dei primi scritti e documenti relativi a san Francesco e all'Ordine dei Frati Minori) contenente la più antica trascrizione del Cantico delle Creature, il ms.686 (Vita Seconda di san Francesco di Tommaso da Celano), il ms.345 e 347 rispettivamente Legenda Major e Legenda Minor di Bonaventura da Bagnoregio.
Il laboratorio è attivo e lavora ancora oggi su numerosi beni culturali cartacei e membranacei.